# Mixopsis pulverata
Mixopsis pulverata là một loài bướm đêm trong họ Geometridae.